# Lorokan
Lorokan is een bestuurslaag in het regentschap Pasuruan van de provincie Oost-Java, Indonesië. Lorokan telt 1984 inwoners (volkstelling 2010).